# Пуебла-де-Санабрія
Пуебла-де-Санабрія (ісп. Puebla de Sanabria) — муніципалітет в Іспанії, у складі автономної спільноти Кастилія-і-Леон, у провінції Самора. Населення — 1565 осіб (2010).

## Географія
Муніципалітет розташований на португальсько-іспанському кордоні.
Муніципалітет розташований на відстані близько 310 км на північний захід від Мадрида, 95 км на північний захід від Самори.
На території муніципалітету розташовані такі населені пункти: (дані про населення за 2010 рік)
- Кастельянос: 107 осіб
- Пуебла-де-Санабрія: 1332 особи
- Робледо: 39 осіб
- Унхільде: 87 осіб

## Демографія
Динаміка населення (INE ):

## Галерея зображень

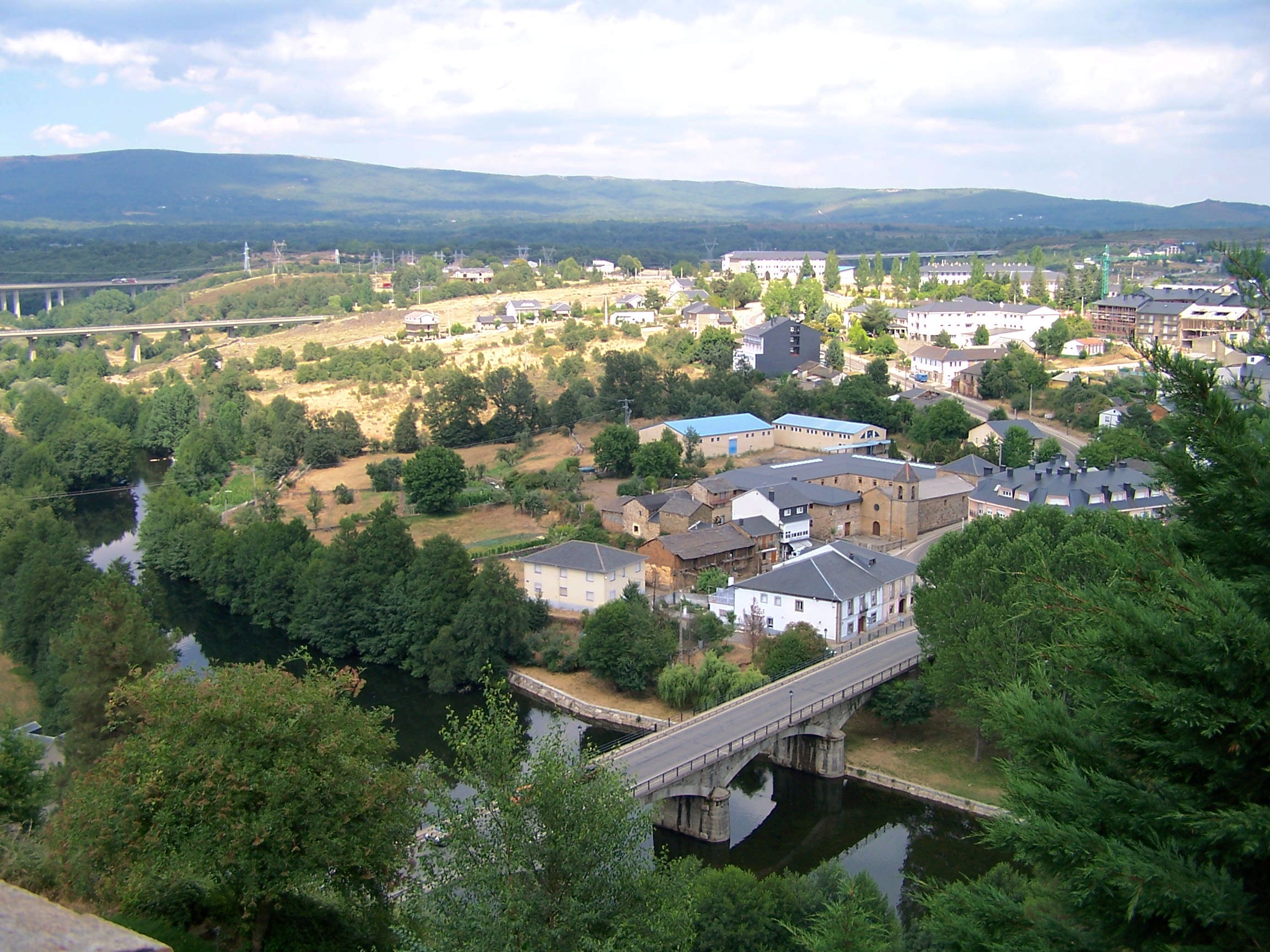
Пуебла-де-Санабрія
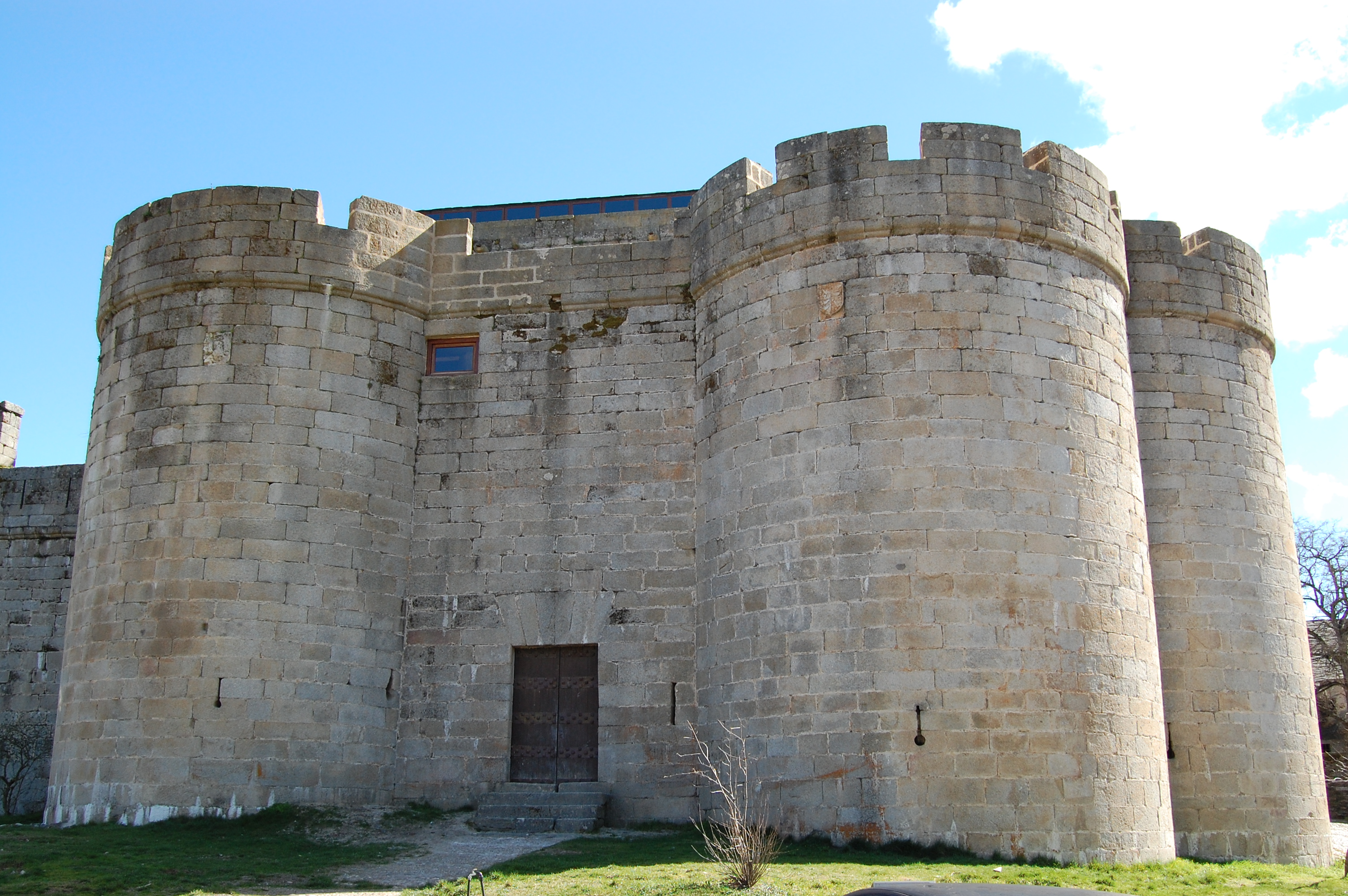
Замок у Пуеблі